# ماري ماكلويد
ماري ماكلويد (بالإنجليزية: Mary MacLeod)‏ هي ممثلة بريطانية، ولدت في 6 يوليو 1937 في برمنغهام في المملكة المتحدة، وتوفيت في 7 يونيو 2016 في إنجلترا في المملكة المتحدة.

## أعمال

### أفلام
- 101 مرقش 2
- إنيغما[3]

## وصلات خارجية
- ماري ماكلويد على موقع IMDb (الإنجليزية)
- ماري ماكلويد على موقع قاعدة بيانات الفيلم (الإنجليزية)